# Звежинець (Козеницький повіт)
Звежинець (пол. Zwierzyniec) — село в Польщі, у гміні Ґрабув-над-Пилицею Козеницького повіту Мазовецького воєводства.
Населення — 80 осіб (2011).
У 1975-1998 роках село належало до Радомського воєводства.

## Демографія
Демографічна структура станом на 31 березня 2011 року:
|          | Загалом | Допрацездатний вік | Працездатний вік | Постпрацездатний вік |
| -------- | ------- | ------------------ | ---------------- | -------------------- |
| Чоловіки | 37      | 9                  | 24               | 4                    |
| Жінки    | 43      | 9                  | 25               | 9                    |
| Разом    | 80      | 18                 | 49               | 13                   |